# Olé Daltonitos
Olé Daltonitos est la 98e histoire de la série Lucky Luke, avec des dessins de Morris et un scénario de Claude Guylouis. 
L'histoire est assez courte (10 planches) et est publiée pour la première fois dans l'album L'Alibi paru chez Dargaud en 1987.

## Résumé
Les Dalton s'évadent de prison et se rendent au Mexique. En cours de route, ils attaquent une diligence. À son bord, des toréros qui se rendent à San Augustín pour la corrida annuelle. Les Dalton les ligotent et prennent leurs habits. Lorsqu'ils arrivent à San Augustin, une foule en délire les attend. Joe, qui a pris les vêtements et qui a la même taille que Pepe Pompero, le matador, est célébré comme un héros, tandis qu'Averell tombe amoureux de la jeune Pomponetta.
Pendant ce temps, Lucky Luke, avisé de l'évasion des Dalton, part à leur recherche…